# Coast Guard Bears
Los Coast Guard Bears (Osos de la Guardia Costera) es el equipo deportivo que representa a la Academia de la Guardia Costera de Estados Unidos ubicada en New London, Connecticut en la NCAA Division III como miembros de la New England Women's and Men's Athletic Conference. Hasta 2016 su sección de fútbol americano formaba parte de la New England Football Conference y actualmente cuenta con 26 equipos deportivos.

## Historia
El nombre proviene del USRC Bear, un barco híbrido de vapor y vela que realizó un rescate en Alaska en 1897, un poco después de que la academia fuera inaugurada. En 1926 el entonces cadete Stephen Evans (quien posteriormente sería superintendente de la academia) llevó a un oso vivo a la academia y lo bautizó como Objee por ser una "Presencia Objecionable". La tradición de mantener a un oso vivo como mascota continuó hasta que la ciudad de New London pidiera que removieran la idea en 1984.

## Deportes
| Hombres             | Mujeres  |
| ------------------- | -------- |
| Baloncesto          |          |
| Fútbol              |          |
| Lacrosse            |          |
| Cross Country       |          |
| Natación y Clavados |          |
| Atletismo           |          |
| Béisbol             | Softbol  |
| Fútbol Americano    | Voleibol |
| Remo                |          |
| Tiro con Pistola    |          |
| Vela                |          |
| Lucha               |          |
| Tenis               |          |

### Vela

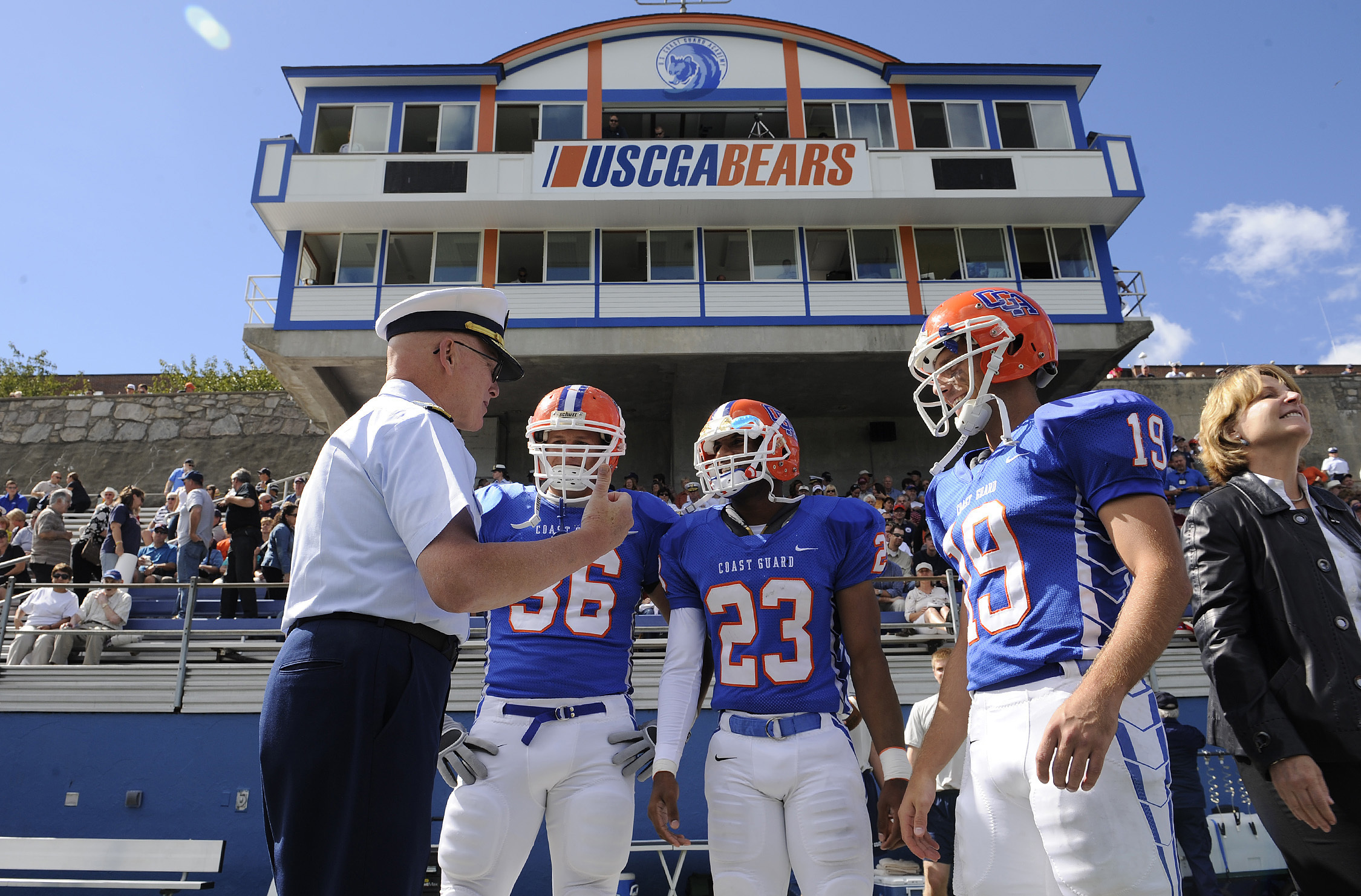
El Comandante Almirante de la Guardia Costera, Robert J. Papp, Jr. habla con los jugadores de fútbol americano de los Bears football antes del pardido del sábado 11 de septiembre de 2010 en la Coast Guard Academy en New London, Connecticut.

En 2007, una cadete de la USCGA como marina novata de 2011, Krysta Rohde, apareció en la nota "Faces in the Crowd" del 27 de diciembre de la revista Sports Illustrated. Ese año, Rohde ganó reconocimiento por ser la primera cadete de la academia y segunda novata en obtener el ICSA Women's Singlehanded National Championship.
En 2016, los Bears ganaron la Sperry Women's National Championship, el primer título obtenido en el deporte.

### Fútbol Americano
En 1951 dirigidos por Nels Nitchman fue la primera vez que terminaron invictos los de la Coast Guard Academy. Ganaron seis partidos y empataron con Northeastern University que también terminó invicto. En 1963 iba con una temporada perfecta, lo que lo hizo elegible para jugar el Tangerine Bowl de ese año.
In 2006, the men's rugby club won the Division II National Championship at Stanford, California, after defeating the University of Northern Colorado.

### Water Polo

#### Masculino
En 2008 terminaron en cuarto lugar del Collegiate Water Polo Association Division III Club Championships en Villanova University. Ganaron la North Atlantic Crown en su primera aparición en playoff.
En 2012 fueron finalistas de la North Atlantic Division. En ese año, los Bears ganaron seis en el Middlebury College dentro de la Collegiate Water Polo Association Division III Club Championships.
En 2017 ueron séptimo lugar a nivel nacional del Collegiate Water Polo Association Division III Club Championships al terminar con marca de 11–1. En ese año los Bears tuvieron la mayoría de sus prácticas en el Thames River debido a que la piscina de la academia era demasiado pequeña.
En 2018 finalizó en quinto lugar del Collegiate Water Polo Association Division III Club Championships en Wesleyan University luego de ganar la Colonial Division Championships con marca de 12–0.
En 2019 lograron varios récords. Primero, fueron tercer lugar nacional de la Collegiate Water Polo Association Division III Club Championships en Villanova University, hasta ahora el mejor resultado en la historia de la academia. También los Bears ganaron la Colonial Division Championships al terminar con marca de 13–0.
En 2021 ganaron la Colonial Division en una temporada corta de cuatro partidos. Terminaron invictos con récord de 4-0.

## Rivalidades
Los Bears cuentan con una rivalidad no oficial con sus vecinos del Connecticut College. La rivalidad es más evidente en el partido bianual de hockey sobre hielo Coast Guard–Connecticut College que lleva a varios aficionados de ambas instituciones.
Los Bears también juegan la Secretaries Cup, una rivalidad anual con los Mariners de la Academia de la Marina Mercante de los Estados Unidos.
La mayor rivalidad en fútbol americano de los Bears es con los Norwich University Cadets, una universidad privada militar en Vermont. Desde 1931, ambas instituciones juegan por "The Mug".